# 第一次印度支那戰爭
第一次印度支那戰爭（法語：Guerre d'Indochine，另稱印度支那戰爭或越老柬抗法之役）始於1946年12月19日河內戰役，迄於1954年8月11日。交戰雙方，一為法國政府所領法蘭西聯盟遠東遠征軍，聯以越南國軍及諸支持法治之民兵；一為越南人民軍及由武元甲、胡志明領導之越南獨立同盟會（越盟）。這場戰爭之戰場多在越北東京，然亦延及越南全境及鄰近之法屬印度支那保護國寮國與柬埔寨。
1945年7月波茨坦会议，同盟國議決以北緯十六度為界，南屬英軍蒙巴頓東南亞司令部統轄，北歸中國國民政府蔣中正佔領，然後全部歸還法國。9月，中國軍入越北東京地，法英聯軍則登陸西貢（交趾支那之都）。中國軍隊承認胡志明領導之越南政府於河內執政，而法英兩國拒之，試圖恢復法國於當地的統治。9月2日，胡志明於河內宣告獨立，建越南民主共和国。9月23日，法軍重新控制交趾支那，西貢四郊則開始展開游擊戰。法軍步步為營，漸得全境控制，胡志明雖嘗試與法國議和，然談判破裂。1946年12月，越盟於河內引爆炸藥，屠戮平民，法越戰端遂全面開啟。
戰爭前三年，雙方作戰規模較，然自1949年起，雙方均改以正規兵團，配現代軍械戰鬥。法軍開始自法蘭西聯盟各處派兵，又召當地民兵助之。然因馬塞爾·卡彭蒂埃將軍指揮不佳，1950年法軍作戰失利。法國政府遂改命二戰名將让·德·拉特尔·德·塔西尼督戰。塔西尼至後，多次大破越軍部署，武元甲於1951年數役皆慘敗。然塔西尼將軍因病歸國，法軍攻勢復頓挫。1951年至1952年冬季的和平戰役中，法軍雖短暫獲勝，然終撤回「德拉特尔防線」後方。越盟倚靠人數優勢，不斷騷擾切斷法軍補給線。法軍改以「刺蝟防禦」對之，在那商戰役中大勝越軍。
1953年雙方僵持。武元甲轉戰寮國，略有斬獲，法軍則於奠邊府設防。1954年3月13日，奠邊府戰役爆發。法軍誤判越軍無力輸送重砲與防空火器，而己方砲兵因路途阻隔多無用。越軍火力達四倍於法軍，法軍陷於炮火攻勢、伏擊及補給崩壞。越盟還得到蘇聯與中國之援，最終法軍於5月7日全敗。
同年7月21日日內瓦會議，法國與越南民主共和国議定，以北緯十七度為界，北歸越南民主共和國，南則由保大帝領越南國統之。然此協議並未得到越南民主共和國及美國支持。一年後，保大帝為其相吳廷琰所廢，改建越南共和國（南越）。嗣後，北越資助南方叛亂，漸成越南戰爭（1955-1975）。

## 戰爭起因

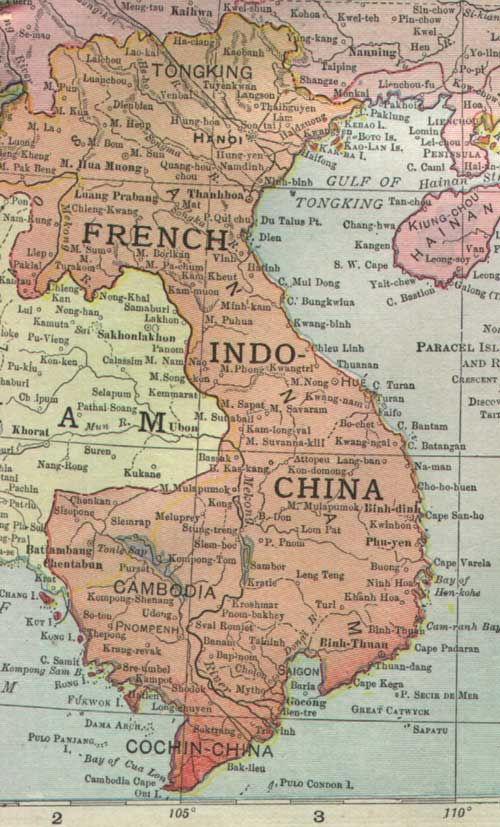
1913年的法屬印度支那

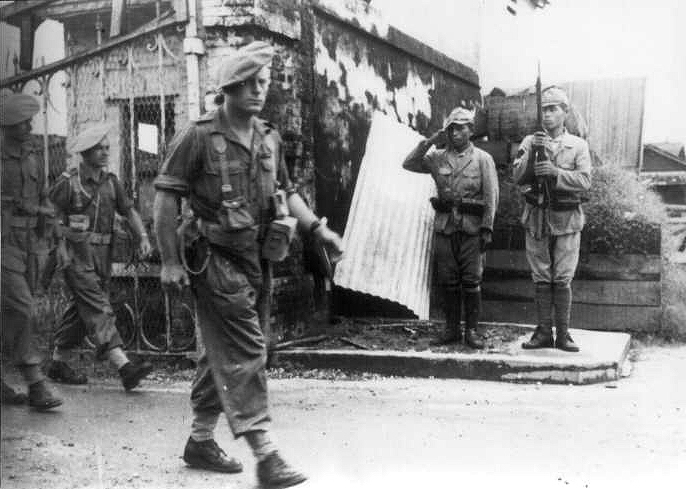
被法國干預軍擊敗的日軍向第6突擊隊敬禮

1887年，中南半島（即印度支那）在東京遠征後成為法國殖民地。二戰前的越南民族主義不斷增長，潘佩珠等知識分子為主要的反抗力量，迫於法國的壓力，日本將居住於日本的潘佩珠驅逐至中國。1940年9月，日本趁法國戰敗入侵法國印度支那，但保留了法國在當地的殖民統治。
1940年10月至1941年5月，第二次泰法戰爭期間，法屬印度支那的維希法國政權在一場邊界衝突中擊敗了泰國軍隊的入侵，中南半島的實質控制者日本則袖手旁觀。1941年1月，維希法國大象島海戰中擊潰了泰國海軍。戰爭於5月結束，日本迫使維希法國退出佔領領土，將領土交給泰國。
1941年，胡志明將共產主義視為通往獨立的道路，成立了越南獨立同盟會，而該組織因於1945年饑荒中的救助行動，獲得了群眾支持。
法蘭西共和國在成功解放法國和攻入德國後，希望恢復其在法屬印度支那的統治，作為解放法國的最後一步。1945年6月15日戴高乐任命亲信菲利普·勒克萊爾中将为法国远东军总司令。8月17日任命海军中将达尚礼为印度支那高级专员，同时任命菲利普·勒克萊爾中将为印度支那最高军事司令官。8月18日，勒克莱尔离开法国麾军远东。
1945年8月15日，日本投降。越盟发动了越南总起义（即“八月革命”）。8月25日越盟占领了日本控制的西贡，建立了自己的权力机关。8月25日，胡志明成功說服保大帝退位。9月2日胡志明在河内发表《独立宣言》，宣布越南从日本手中独立，废除君主制、与法国脱离关系，建立越南民主共和国。且因對法國的報復，日本將原法國政府官員關押長達一個月，還有大批日本軍人開始對越南軍隊進行訓練。
1945年9月13日，一支法英特遣部隊在荷屬東印度群島的主島爪哇島（蘇加諾正在尋求獨立）和交趾支那的首府西貢（法屬印度支那南部）登陸。兩地皆在二戰被日軍佔領。佔領西貢的盟軍是一個空降分隊，為法國第5殖民步兵團和印度第20步兵師的兩個小型英國連組成，由英國將軍道格拉斯·格雷西爵士擔任最高指揮官。後者於9月21日在西貢宣布戒嚴。第二天晚上，法軍控制了西貢。
1945年10月9日，勒克萊爾將軍在雅克·马絮上校部隊的陪同下抵達西貢。勒克萊爾的主要目標是恢復越南南部的秩序並將東京（越南北部）軍事化。次要目標是收回當時被中華民國佔領的河內，最終與越南官員談判。
1945年10月5日菲利普·勒克萊爾中将率领远东军到达越南西贡。此后3个月法国远东军登陆并掌控了柬埔寨和交趾支那（南圻）。
1946年2月，法國與中國和越盟達成協議，中國與越盟將北越的掌控權交給法國，1946年3月法國開始控制該地區。而法国承认越南是“法屬印度支那联邦下的一个自由国家，可以拥有自己的政府、议会、军队和税收系统。”3月9日法军进驻河内。
由於中國的撤出，越南國民黨變得極爲脆弱，開始遭到越盟的大規模清洗，至少有數千名越南民族解放義士和組織遭到越盟的屠殺。

## 战争过程

### 主要戰鬥
| 戰役       | 法軍人數 | 越盟人數  | 法軍傷亡        | 越盟傷亡          | 結果     |
| ---------- | -------- | --------- | --------------- | ----------------- | -------- |
| 河內戰役   | 未知     | 未知      | 160人死亡       | 1,000人死亡       | 法國勝利 |
| 利亞行動   | 15,000人 | 40,000人  | 242人死亡或失蹤 | 8,200人死亡或被俘 | 法國勝利 |
| 邊界戰役   | 8,000人  | 30,000人  | 4,800人         | 9,000人           | 越盟勝利 |
| 永安戰役   | 9,000人  | 22,000人  | 748人           | 14,500人          | 法國勝利 |
| 帽溪戰役   | 400人    | 11,000人  | 190人           | 3,000人           | 法國勝利 |
| 底江戰役   | 三個團   | 三個師    | 585人           | 10,000人          | 法國勝利 |
| 義路戰役   | 450人    | 15,000人  | 132人           | 7,800人           | 法國勝利 |
| 洛林行動   | 30,000人 | 未知      | 1,200人         | 3,600人           | 無定論   |
| 那產戰役   | 15,000人 | 60,000人  | 1,000人         | 9,476人           | 法國勝利 |
| 卡馬格行動 | 10,000人 | 未知      | 117人           | 1,550人           | 無定論   |
| 海鷗行動   | 21,000人 | 未知      | 769人           | 3,682人           | 法國勝利 |
| 奠邊府戰役 | 15,000人 | 100,000人 | 15,000人        | 23,000人          | 越盟勝利 |

### 戰爭爆發

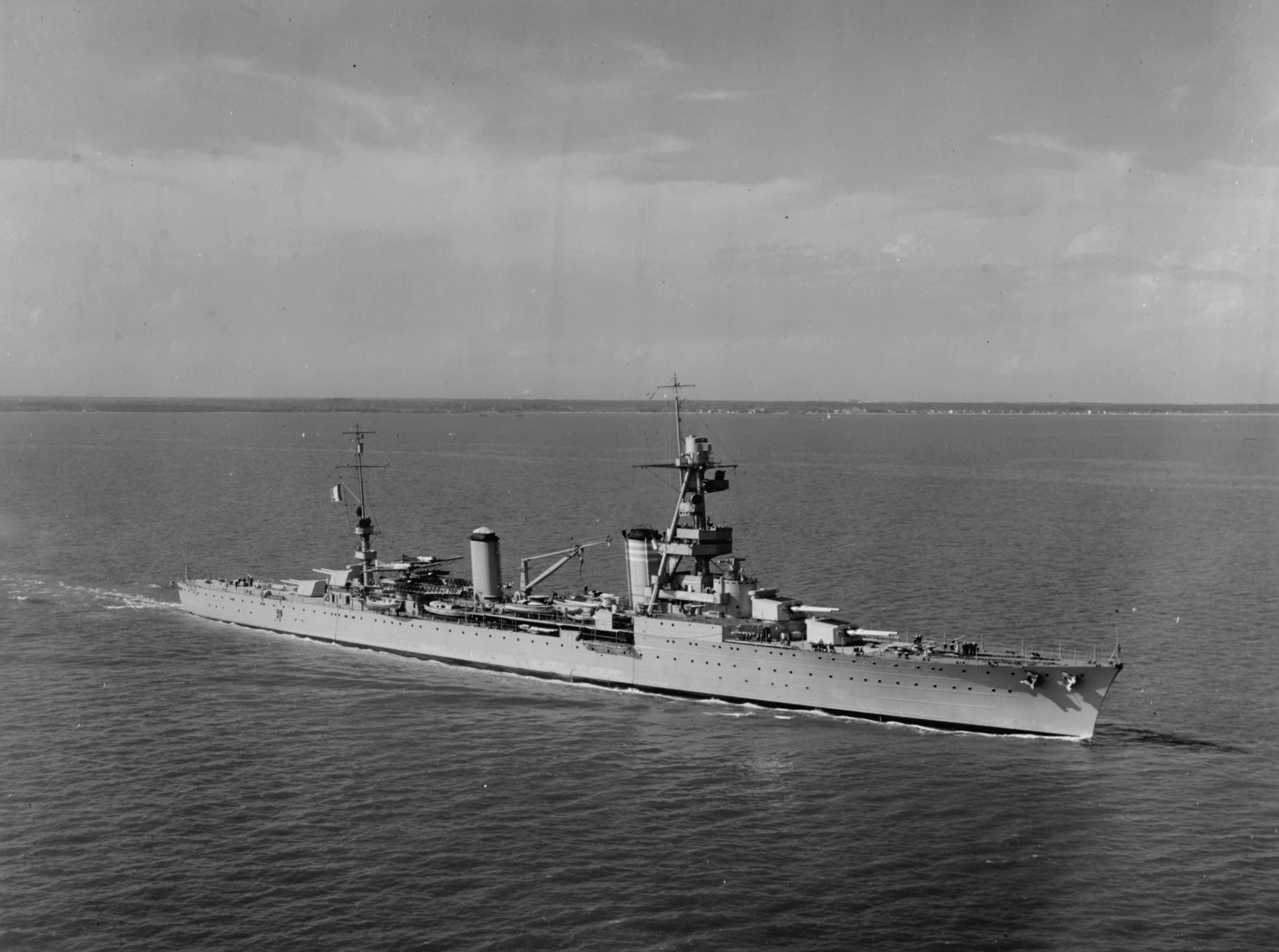
海防戰役的功臣，法國巡洋艦蘇弗朗號。

1946年初，法軍在海防登陸，與越盟就法屬印度支那作為法蘭西聯盟的一份子的未來進行談判。談判因越方不同意而最終破裂，雙方在海防市爆發了戰鬥。1946年11月23日，法國艦隊轟炸了該市的越軍所在地，在一個下午殺死了6,000名越盟平民及士兵。越盟迅速敗退並撤離城市。
但越軍並無放棄的打算，武元甲將軍很快調動了約30,000人的部隊來攻打這座城市。法軍寡不敵眾，但他們堅決的意志和海軍支援成功抵擋著越軍所有的進攻。12月，越盟與法國在河內爆發交戰，越軍在市中引爆了炸彈並隨機屠殺法國平民。法軍隨後站穩了腳跟，圍剿了在河內的越軍，胡志明被迫撤離首都，逃往偏遠的森林和山區，此戰後法軍成功控制了除偏遠地區外的大部分法屬印度支那。越軍隨後開始了游擊戰。

### 法軍攻勢，越南国建立（1947年至1949年）

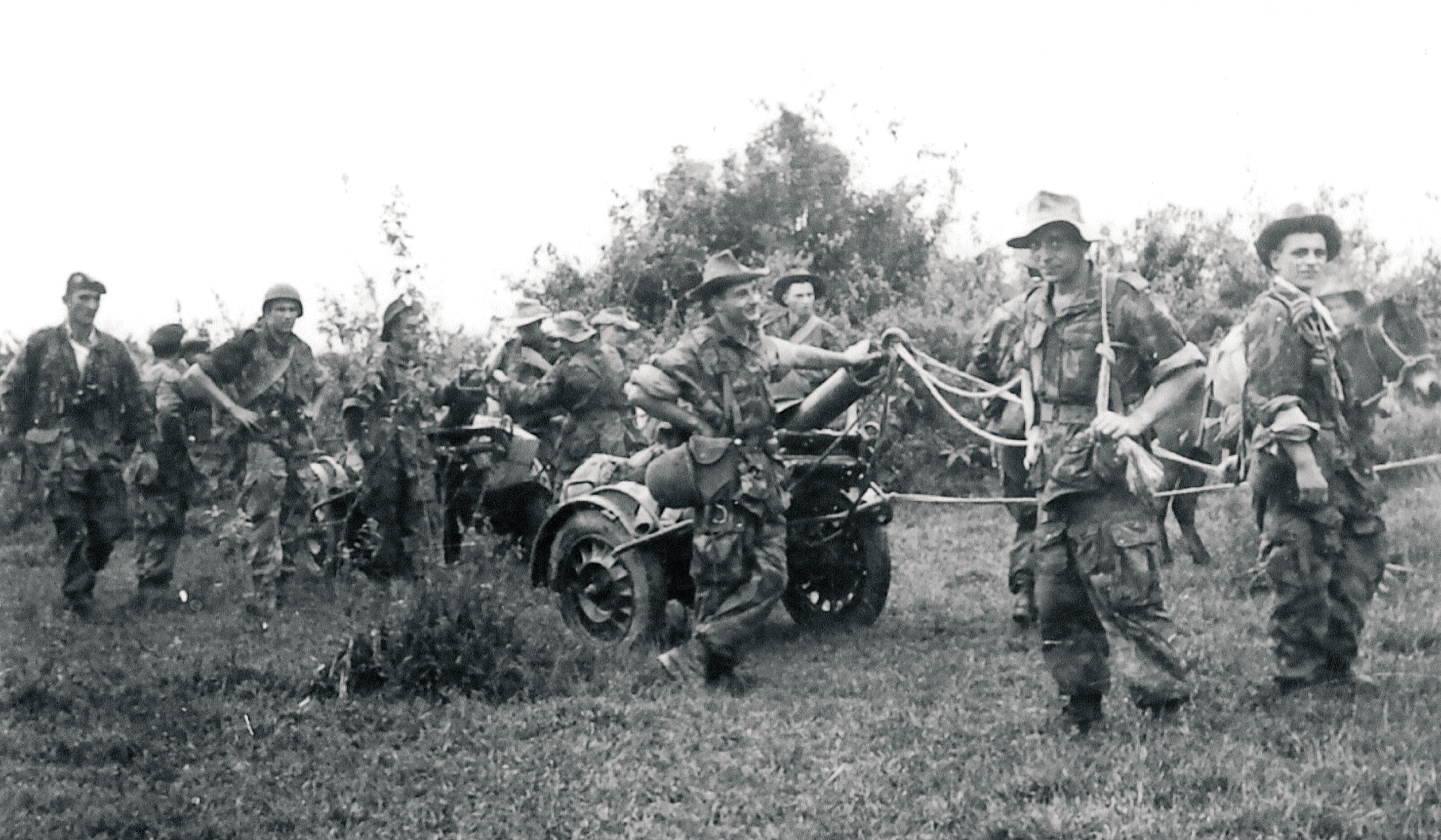
法軍在通化府的堅守，使得武元甲軍事生涯的第一場常規作戰以失敗告終

1947年，武元甲率領部隊撤退至宣光省的深山中。每當法軍派遣軍事遠征隊進攻時，武元甲皆拒絕與法軍正面交鋒。同年年底，法國發起利亞行動，以摧毀越盟位於北𣴓市的通訊中心。他們未能按預期抓獲胡志明和其部下。但成功殲滅多達一萬人的越盟部隊。
1948年7月，武元甲已經獲得了多達一萬人的正規部隊，他決心攻下法軍在越北的部分軍事基地以獲得支援或招募兵力。該月25日，武元甲展開對通化府的法軍的戰役，但最終被小規模的守軍擊退。
1948年，法國開始尋找在政治上反對越盟的手段，並在西貢設立了一個自治政府。他們開始與前越南皇帝保大帝進行談判，他將領導一個位於法蘭西聯盟內的自治政府，稱為越南国。
1949年，法國正式承認越南國的建立，並將其作為法蘭西聯盟內的一個聯繫邦。在法蘭西聯盟的框架內，法國還給予中南半島的其他國家，如寮國和柬埔寨獨立。
後來為了使新政府更加獨立以及增加反游擊部隊，法國同意組建由越南軍官指揮的越南國軍。這些部隊主要駐守於無戰事的地區，使得法國軍隊可以更多的介入交戰。高臺教、和好教和平川派等願意接受法國統治的組織也開始作為駐軍使用。

### 越盟改組（1949年至1950年）
隨著中國共產黨在國共內戰中取得勝利，越盟在其北部邊境獲得了一個重要的政治盟友，中国也開始為他們提供大量武器和物資支持，以及派遣軍事顧問。武元甲將他的部隊重組為五個完整的常規步兵師，即第304師、第308師、第312師、第316師和第320師。隨後武元甲開始襲擊靠近越中邊境的法國基地，戰爭逐漸加劇。
到了1950年1月，越南獨立同盟會政權獲得中国和蘇聯的承認。也是同年，越南国獲得美國和英國的承認。
6月，中國和蘇聯支持的朝鲜民主主义人民共和国與美國支持的大韩民国爆發了朝鲜战争。冷戰在远东地區轉變成「熱戰」，美國政府擔心共產主義對東亞的滲透會對美國在亞洲的利益產生深遠的影響。美國強烈反對胡志明政府，部分原因是它得到了中國的支持和補給。
在黄文太攻擊東溪後，位於高平的法國駐軍向南撤離，但最終卻被越軍大部隊襲擊，在邊界戰役中慘敗。

### 塔西尼抵達，越軍慘敗（1951年至1951年冬季）
由於法軍在1950年的失敗，巴黎方面換上二戰英雄让·德·拉特尔·德·塔西尼將軍擔任駐越法軍總司令，他抵達後修建了一條從河內到北部湾，橫跨紅河三角洲的要塞群，名為「德拉特尔防線」。此防線的用意為將越軍控制在部分地區，並利用部隊粉碎越軍。塔西尼的計畫使得武元甲徹底丟失了戰場的控制權。
1951年1月13日，武元甲率領第308師和第312師共20,000多人，向河內西北32公里處的永安發起進攻，該地由6,000名法軍駐守。14日，塔西尼抵達戰場親自指揮，並於17日徹底擊潰越軍。永安戰役武元甲的部隊多達9,000人死亡、8,000人受傷以及500人被俘。而法軍僅有43人死亡和160人受傷。
3月23日，武元甲決定攻擊法國的後勤中心海防，他選定海防以北32公里的帽溪作為打破法軍防線的突破口，該地僅有400名法軍駐守。越軍由第316師擔當主力，而逐步重建的第308師和第312師則作為預備隊，共11,000人組成。但此次進攻再次以慘敗告終，武元甲的部隊共有3,000多人傷亡，而遭圍剿的法軍僅有190人傷亡。
5月29日，武元甲再次發起攻勢，共有3個師的龐大兵力在底江戰役中被調派。其中第304師在府里以及第308師在寧平發動了另一次進攻，而第320師在河內以南擔任了主攻部隊。但這次進攻再次被塔西尼以小規模的機動兵力擊潰，陣亡及被俘多達10,000人。塔西尼在戰役中更將越軍趕回叢林，消滅了越軍在紅河三角洲的據點，使得越軍超過一萬人陣亡。
9月29日，武元甲發動李常傑行動，以第312師進攻支持法國統治的台語民族首府義路市社。 雖塔西尼將軍不在場，但拉烏爾·薩朗將軍迅速選擇利用傘兵部隊加強防禦，並於當晚擊退越軍先遣部隊的進攻。而法軍增援開始抵達後，武元甲取消了行動並越過紅河撤退。此戰的戰場指揮雷米·拉菲利上校，因以400多人的兵力擊退越軍多達15,000人的進攻而備受肯定。而武元甲將軍再次吞下一場苦澀的失敗，他的部隊在這次攻勢中有多達6,500人傷亡，還有1,300人被法軍俘獲。
武元甲每次打破德拉特尔防線的嘗試都以慘敗告終，且都被法軍進一步擴大戰果。在塔西尼指揮的期間，越軍的傷亡人數以驚人的速度上漲，導致部分越南人開始質疑共產黨政府的領導，甚至在黨內也是如此。

### 陷入僵局（1952年至1953年）
1951年7月31日，法國將軍夏爾·尚森在南越的沙瀝市被越南極端組織暗殺。有部分證據表明，其在越南南部成功的軍事行動，成為了他被暗殺的主因。
1951年12月14日，法國透過傘兵部隊擴大了防線，成功攻下距離德拉特尔防線以西40公里的和平市。
1952年1月，塔西尼將軍因癌症病倒，並回到法國接受治療，他過不久就去世了。拉乌尔·萨朗將軍成為法屬印度支那的新任指揮官，並接續之前的行動，後他在達成目標後撤回德拉特尔防線。

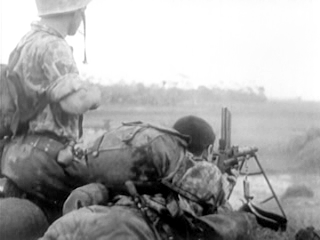
法國外籍兵團第一空降營於1952年的伏擊使用FM-24/29輕機槍

越盟利用龐大的軍力切斷了整個戰區的補給線，搭配著不斷的突擊、游擊隊和自殺性衝鋒，削弱了法軍的補給和信心。10月2日後，法軍指揮官開始使用刺蝟防禦戰術，透過建立防禦嚴密的前哨，將越盟從叢林中拉出來，迫使他們進行常規戰鬥，而非游擊戰。並在那商戰役中取得了巨大的成功。
1952年10月17日，武元甲向位於河內西北部的義路市社沿線的法國駐軍發動攻擊，並佔領了黑河谷的大部分地區，除了由強大的法國駐軍駐守的那商機場。現在武元甲已經控制了「德拉特爾防線」以外的大部分東京地區。拉乌尔·萨朗將軍看到局勢危急，迅速發起洛林行動，迫使武元甲前來應對。
1952年10月29日，在戰爭中法軍至今為止規模最大的行動中，30,000名法蘭西聯盟士兵從「德拉特尔防線」發起攻勢，襲擊了富安省的越盟補給站。薩朗將軍於11月5日攻占富壽省，11月9日降落於富敦，最後於11月13日攻占富安省。武元甲毫無作為，而後才開始切斷法軍的補給線。
薩朗將軍準確的猜到了武元甲的意圖，並於11月14日取消了行動，開始撤退到德拉特尔防線。在回程遇到越軍的襲擊，法軍透過刺刀衝鋒成功清出了道路。

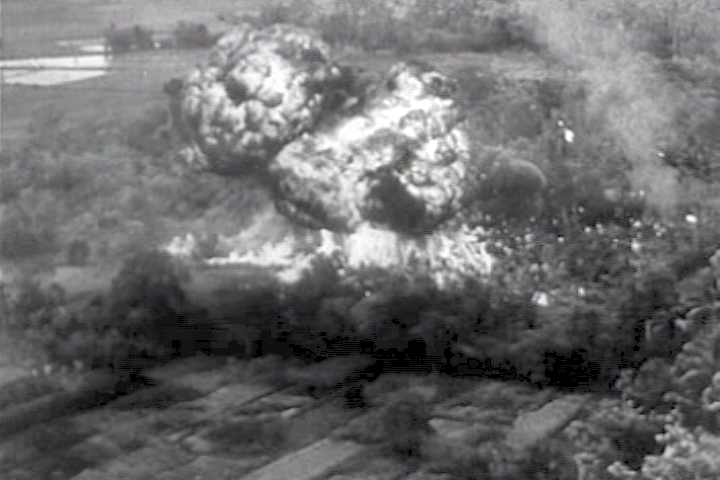
海鷗行動中，法國海軍航空兵的F8F熊貓戰鬥機對越軍展開轟炸（1953年11月）

1953年4月9日，在多次對法國陣地的進攻失敗後，武元甲改變戰術開始入侵法國盟友寮王國來向法國施壓。他包圍和摧毀幾個位於寮國的法國前哨。5月，亨利·納瓦爾接替薩朗將軍成為新任指揮官，他已意識到法國只能將戰爭逼平，而非尋求勝利。
納瓦爾在越盟入侵寮國時已經得出結論，刺蝟防禦是最好的戰爭計畫，他選定了寮國邊境以北16公里的奠邊府市作為作戰中心。該地位於法國盟友泰族的地區。
1953年11月20日，卡斯托耳行動開始，由1,800人組成的法國第一與第二空降營，降落於奠邊府峽谷，並迅速掃蕩當地的越盟士兵。法軍成功控制了一個長19公里、寬13公里的心形山谷。

### 法軍失敗，戰爭結束（1954年）

1954年的局勢圖：橙色 = 由越盟控制的區域。紫色 = 由法蘭西聯盟控制的區域。 白色斑點 = 越盟的游擊戰基地或作戰區域。

到了1954年，尽管官方將這場戰爭稱為「反對共產主義者的聖戰」，但這場在法屬印度支那的戰爭還是越來越不受到法國民眾的支持。法蘭西第四共和國的政治停滯意味著它無法輕易的結束這場戰爭。
該年三月，奠邊府戰役爆發。在苏联和中国强大的軍事援助下，越盟展開於法蘭西聯盟和其盟友的交戰。這場戰役發生於越南北部的奠邊府村，為第一次印度支那戰爭中的最後一次主要战斗。
越軍出乎法軍意料的擁有大量重砲，大砲嚴重損毀了法軍用於運輸補給的主要及次要機場。隨著法軍的補給陷入困難，且又因季風影響導致空降變得較為困難，失敗似乎只是時間問題。
法軍試圖堅持至日內瓦會議的召开，他們成功了，但卻於事無補。到了5月4日法軍嘗試最後一次進攻，但沒有奏效，越盟則開始使用蘇聯援助的喀秋莎多管火箭炮攻擊法軍前哨。此時外圍的越軍已經達到8萬名士兵，而法軍僅有12,000名士兵。
最後的淪陷發生於5月6日和7日，在這段時間法軍持續戰鬥，但被越軍的龐大兵力擊退。位於河內市的科尼將軍命令克里斯蒂安·德·卡斯特里將軍停火並銷毀所有軍火物資以被敵軍使用。他提出正式命令禁止使用白旗，所以該戰役的結果準確來說為停火而非投降。然而在位於南部孤立的伊拉貝爾陣地，戰鬥持續至5月8日凌晨。
前後約16,000人的法軍，約有2,100人死亡、1,729人失蹤、還有11,721人被俘。其中被俘的士兵只有三分之一返回法國。前後多達15萬人的越軍則有約25,000人傷亡。
在奠邊府戰役的失敗後，美国国务卿约翰·福斯特·杜勒斯發表官方講話，描述了此事件，「其57天日夜的英勇防禦，會為歷史上最具英雄的時刻之一。」隨後他譴責了苏联與中國對越盟提供了龐大援助，最後呼籲所有國家起身對抗「共產主義者的擴張」。
越盟的勝利極大的影響了1954年7月21日的日內瓦會議簽訂的條約。8月，自由之路行动開啟，大量北方難民逃往南方或法國。

## 日內瓦會議和后续
1954年7月21日的日內瓦會議，在北緯17度設立了臨時軍事分界區，將國家分為共產主義的北越和親西方的南越。
《日內瓦協定》承諾於1956年進行選舉，已確立一個統一的越南政府。但會議上的美國政府和吳廷琰代表的越南国都沒有簽署任何協議，越南国反對越南的任何分裂。但最終因法國同意越南民主共和国代表范文同的提議而失敗。
1955年10月，吳廷琰赢得了1955年越南公民投票，越南国由君主制变为共和制，国名更改为越南共和国，吳廷琰出任总统，保大帝流亡巴黎。
當統一選舉未能舉行時，留在南越的越盟幹部開始與政府抗爭。北越接著入侵並佔領了寮國的部分地區，以為在南越作戰的越南南方民族解放陣線提供補給。戰爭逐漸升級為第二次印度支那戰爭，或稱為越南戰爭。

## 战争罪行与劳改营
- 布達雷爾事件。喬治·布達雷爾（英语：Georges Boudarel）是一名参加战争的法共成员，他负责在劳改营裡折磨和洗脑被俘的法国人。[86]法国全国战俘协会后来以战争罪将他告上法庭。很多法国和越南国军的战俘都再未找到下落。
- 自由之路行動是法美合作的一次撤离难民的行动，被撤走的是保皇派和天主教徒为主的越南人。[87]
- 1957年，法国参谋长拉烏爾·薩朗利用越盟劳改营中的经验创立了两个“绥靖与反叛乱训练中心”（Centre d'Instruction à la Pacification et à la Contre-Guérilla）并在阿尔及利亚战争中培养了几千军官。
- 根據亞瑟·J·多曼的說法，越盟在戰爭中殺害了10萬至15萬名平民，平民總死亡人數則約為400,000人。[11][88] 本傑明·瓦倫蒂諾（英语：Benjamin Valentino）估計法軍得為6萬至25萬的平民死亡負責。[89]
- 法軍折磨越盟戰俘。[90]

## 引注
1. 1 2  henrisalvador. . Dailymotion. 17 May 2007  [August 19, 2015]. （原始内容存档于2019-01-06）.
2. ↑  Windrow 1998，第11頁
3. ↑  Clodfelter 2008，第657頁.
4. ↑  Fall, Bernard, The Two Vietnams (1963)
5. 1 2 3  Clodfelter, Micheal, Vietnam in Military Statistics (1995)
6. ↑  Stanley Kutler, Encyclopedia of the Vietnam War (1996)
7. ↑  Lomperis, T. . 1996.
8. ↑  Karnow, S. . 1983.
9. ↑  Smedberg, M.  [The Vietnam War: 1880–1980]. Historiska Media. 2008: 88 （丹麦语）.
10. ↑  Eckhardt, William.  12th. Ruth Leger Sivard. 1987.
11. 1 2  Dommen, Arthur J. . Indiana University Press. 2001: 252.
12. ↑  越老柬抗法战争 （页面存档备份，存于） [DB/OL] [2024] // 陈至立．辞海. 7版网络版．上海：上海辞书出版社, 2020.
13. ↑  Vo, Nghia M. . McFarland. August 31, 2011  [2022-07-11]. ISBN 9780786486342. （原始内容存档于2022-06-02） –Google Books.
14. ↑  . .   [2022-05-26]. （原始内容存档于2022-07-04）.
15. ↑  . .   [2022-05-26]. （原始内容存档于2022-06-02）.
16. ↑  .   [2022-05-26]. （原始内容存档于2018-06-14）.
17. 1 2  胡志明, ,  第二卷, 越南外文出版社: 第3页, 1945年9月2日, 事实上从1940年秋起，我国已经成了日本而不是法国的殖民地了。而且在日本投降同盟国时，我们全国人民已经起来夺取了政权，建立了越南民主共和国。事实上，我国人民是从日寇的手里而不是从法国殖民主义者的手里夺回政权的。法国人逃跑、日本投降，保大皇帝逊位，我们人民已经粉碎了近百年来的殖民枷锁而建立了独立的越南，我们的人民还推翻了几十个世纪以来的君主制度，从而缔造了民主共和制度。因此，我们──代表越南全体人民的新越南临时政府──宣布完全同法国脱离关系，废除法国与越南签订的一切条约，取消法国在越南的一切特权。
18. ↑  Duiker, page 400
19. ↑  Fall, Street Without Joy, p. 17.
20. ↑  Karnow 1983，第163, 186, 695頁.
21. 1 2  Logevall, Fredrik (2012). Embers of War: The Fall of an Empire and the making of America's Vietnam. Random House. ISBN 978-0-375-75647-4.
22. ↑  Fall 1994, pp. 116–130.
23. ↑  Hercombe, Peter. . documentary. Transparences Productions/Channel 2 (France). 2004. （原始内容存档于March 21, 2007）.
24. ↑  Flitton, Dave. . Public Broadcasting System PBS.   [29 July 2015]. （原始内容存档于2021-10-30）.
25. ↑   (PDF). US Department of State.   [21 September 2020]. （原始内容 (PDF)存档于2020-01-31）.
26. ↑  . historyplace.com.   [30 September 2019]. （原始内容存档于17 December 2008）.
27. 1 2  Ba mươi năm gọi tên gì cho cuộc chiến （页面存档备份，存于） BBC Tiếng Việt 6-9-2007
28. ↑  . baonghean.vn.   [1 March 2022]. （原始内容存档于2022-03-01）.
29. ↑  Fall, p. 22. 「在海戰中，一艘古老的法國巡洋艦擊沉了三分之一的泰國艦隊……日本看到它盟友和傀儡的戰爭增溫，於是在雙方之間進行調解」
30. ↑  Logevall 2012，第118–119頁.
31. ↑   (PDF). 井川 一久. Tokyo foundation. October 2005  [2010-06-10]. （原始内容 (PDF)存档于2021-09-10）.
32. ↑   (PDF). 井川 一久. Tokyo foundation. May 2006  [2010-06-10]. （原始内容 (PDF)存档于2021-03-01）.
33. ↑  Allies Reinforce Java and Saigon （页面存档备份，存于）, British Paramount News rushes, 1945
34. 1 2  Philipe Leclerc de Hauteloque (1902–1947), La légende d'un héro, Christine Levisse-Touzé, Tallandier/Paris Musées, 2002
35. ↑  Van Nguyen Duong. . McFarland. 2008: 21  [2010-11-28]. ISBN 978-0-7864-3285-1. （原始内容存档于2020-08-01）.
36. ↑  Stein Tønnesson. . University of California Press. 2010: 41  [2010-11-28]. ISBN 978-0-520-25602-6. （原始内容存档于2020-11-07）.
37. ↑  Elizabeth Jane Errington. Elizabeth Jane Errington; B. J. C. McKercher , 编. . Greenwood Publishing Group. 1990: 63  [2010-11-28]. ISBN 978-0-275-93560-3. （原始内容存档于2021-03-08）.
38. ↑  . The History Place. 1999  [2010-12-28]. （原始内容存档于2008-12-17）.
39. ↑  Tucker, Spencer C. (2000). Encyclopedia of the Vietnam War: A Political, Social and Military History. Santa Barbara, Californiap. p 443.
40. ↑  Currey, Cecil B. (1999). Victory at Any Cost: the genius of Viet Nam's Gen. Vo Nguyen Giap. Washington, D.C.: Brassey. p 120.
41. ↑  Windrow 2004，第90頁.
42. ↑  Barnet, Richard J. . World Publishing. 1968: 185. ISBN 978-0-529-02014-7.
43. ↑  Sheehan, Neil. . New York: Random House. 1988: 155. ISBN 978-0-394-48447-1.
44. ↑  Cirillo, Roger. . Louisville: University Press of Kentucky. 2015: 187. ISBN 978-0813165752.
45. ↑  Bradley, Mark Philip. . Oxford University Press. 2009-05-15: 47. ISBN 978-0-19-280349-8.
46. ↑  Vo, Nghia M. . McFarland. 2006: 13. ISBN 978-0-7864-2345-3.
47. ↑  Harry G. Summers, jr, Historical Atlas of the Vietnam War. tr. 48
48. ↑  Varios, La Ruta de la Muerte, fascículo 2 de Cuerpos de Elite,ISBN 84-7598-184-4
49. ↑  Hammer, Ellen J. “The Bao Dai Experiment.” Pacific Affairs, vol. 23, no. 1, Pacific Affairs, University of British Columbia, 1950, p. 55, https://doi.org/10.2307/2753754.
50. ↑  Jacobs 2004，第182頁.
51. 1 2  Russian Ministry of Foreign Affairs, "Chronology", p. 45.
52. ↑  Trận then chốt Đông Khê 的存檔，存档日期November 5, 2014，.. 02 November, 2014.
53. ↑  Expose du General de Lattre, Comite de Defense Nationale, 15 Oct 1951, de Lattre Papers.
54. ↑  Karnow 1983，第186頁.
55. 1 2  Frederick Logevall: Embers of War – The Fall of an Empire and the Making of America's Vietnam, New York 2013, S. 271–274
56. ↑  "Vietnam" book by Spencer Tucker, found on Google books （页面存档备份，存于） retrieved on 19 February 2012
57. ↑  Martin Windrow: The Last Valley - Dien Bien Phu and the French Defeat in Vietnam, Cambridge 2004, S. 114
58. ↑  Windrow, p. 114-115.
59. ↑  Gras, Yves. . Paris. 1979: 408. ISBN 978-2-259-00478-7.
60. ↑  Davidson, Phillip B. . Oxford University Press. 1991  [2022-05-26]. ISBN 9780195067927. （原始内容存档于2022-05-31） （英语）.
61. ↑  埃爾萬·貝戈特, Indochine 1951, l'année de Lattre, collection Troupes de choc, France Loisirs - 1987 - ISBN 2-7242-4197-5
62. ↑  Guillet, Pierre. . Editions Ediprim, Paris, France, 133 pages. 1992. ISBN 2-907519-21-2 （French）.
63. ↑  Salisbury-Jones 1954，第274–275頁.
64. ↑  . Time. 21 January 1952  [17 November 2021]. （原始内容存档于2021-11-17）.
65. ↑  See Davidson, Phillip, Vietnam at War: The History, 1946–1975. Novato, California: Presidio Press. (1988) and Tucker, Spencer C., Vietnam. London: UCL Press. (2002)
66. ↑  Memo, Army Chief of Staff G-2, for Chief of Staff Army, 4 Dec 1952, subject: French Campaign, Indochina, G-3 091 Indochina, RG 319; Bernardo, Maj Carmelo J., The Franco-Việt Minh War, 1946–54: Modern Arms and Revolutionary War, Historical Manuscript file, College of Military History, pp. 32-34.
67. ↑  Fall, Bernard. . Schocken Books. 1989: 78. ISBN 0-8052-0330-3.
68. ↑  Fall, Bernard. . Schocken Books. 1989: 78. ISBN 0-8052-0330-3.
69. ↑  Jules Roy, The Battle of Dien Bien Phu. (New York: Carrol & Graf Publishers, Inc., 1963), p. 31.
70. ↑  Prados, John. . Ibooks. 2002: 41  [2022-05-26]. ISBN 978-0-7434-4490-3. （原始内容存档于2022-05-25）.
71. ↑  . newsreel. October 26, 1950  [May 20, 2007]. （原始内容 (video)存档于2016-06-23）.
72. ↑  . TV news. Channel 2 (France). May 3, 2004  [May 20, 2007]. （原始内容 (video)存档于2017-04-25）.
73. ↑  Davidson 1988，第223頁
74. ↑  Davidson 1988，第236頁
75. ↑  Davidson 1988，第262頁.
76. ↑  . 時代雜誌. 17 May 1954.
77. ↑  . （原始内容存档于October 24, 2003）.
78. ↑  . dienbienphu.org.   [24 August 2006]. （原始内容存档于9 May 2007）.
79. ↑  Frankum, Ronald. . Lubbock, Texas: Texas Tech University Press. 2007. ISBN 978-0-89672-608-6.
80. ↑  Prados, John. . The Veteran. January 2005. （原始内容存档于2006-05-27）.
81. ↑   (PDF). US Department of State.   [21 September 2020]. （原始内容 (PDF)存档于2020-01-31）.
82. ↑  Dwight D. Eisenhower. Mandate for Change. Garden City, NJ. Doubleday & Company，1963年，第372页
83. ↑  .   [2007-08-25]. （原始内容存档于2007-08-14）.
84. ↑  The Pentagon Papers (1971), Beacon Press, vol. 3, p. 134.
85. ↑  United States. Department of Defense.  1. Mike Gravel. Boston: Beacon Pr. 1971. ISBN 0-8070-0527-4. OCLC 643945604.
86. ↑  .   [2014-03-13]. （原始内容存档于2013-10-29）.
87. ↑  . self-published.   [May 20, 2007]. （原始内容存档于2009年10月27日）.
88. ↑  Dommen, Arthur J. . 2002-02-20  [2022-05-26]. ISBN 978-0253109255. （原始内容存档于2022-05-26）.
89. ↑  Valentino, Benjamin. . Cornell University Press. 2005: 83  [2022-05-26]. ISBN 9780801472732. （原始内容存档于2022-05-31）.
90. ↑  .   [2022-05-26]. （原始内容存档于2021-06-23）.

1. ↑  第二次印度支那戰爭現多直稱越南戰爭（簡稱越戰），故若稱「印度支那戰爭」多指第一次。